# Jerzy Stuhr
Jerzy Oskar Stuhr (phát âm tiếng Ba Lan: [ˈjɛʐɨ ˈʂtur]; (sinh ngày 18 tháng 4 năm 1947) là một trong những diễn viên điện ảnh và rạp chiếu phim nổi tiếng, có ảnh hưởng và có ảnh hưởng nhất tại Ba Lan. Ông cũng làm việc như một nhà biên kịch, đạo diễn phim và giáo sư kịch. Ông là Hiệu trưởng Học viện Kịch nghệ Ludwik Solski ở Kraków với hai nhiệm kỳ: từ năm 1990 đến năm 1996 và một lần nữa từ năm 2002 đến năm 2008.

## Cuộc sống và sự nghiệp
Stuhr sinh ra tại Kraków. Tổ tiên của ông, Leopold Stuhr và Anna Thill, di cư đến Kraków từ Mistelbach, Áo, ngay sau đám cưới năm 1879.
Sau khi tốt nghiệp ngành văn học Ba Lan từ Đại học Jagiellonian năm 1970, Stuhr đã trải qua 2 năm học tại Học viện Kịch nghệ ở Krakow (Nhà Trắng Trườngrę Teatralna thường rút ngắn thành PWST), trở thành một giáo sư.
Từ đầu những năm 1970, Stuhr xuất hiện trong nhà hát Ba Lan và làm việc trong các bộ phim, bắt đầu với vai Beelzebub trong Dziady của Adam Mickiewicz, đạo diễn Konrad Swinarski.
Sau khi gặp đạo diễn Krzysztof Kieślowski vào giữa những năm 1970, anh tiếp tục làm việc với anh ta cho đến khi Kieślowski qua đời vào năm 1996. Đối với khán giả quốc tế, Stuhr có thể được biết đến nhiều nhất bởi vai diễn nhỏ của anh là một thợ làm tóc Jurek trong Three Colors: trắng của Kieślowski, Trong đó ông đóng vai chính cùng với Julie Delpy, Janusz Gajos, và Zbigniew Zamachowski. Ở Ba Lan và các quốc gia lân cận, anh ta có lẽ được biết đến nhiều nhất trong bộ phim hài Maxly trong bộ phim thần tượng của Bộ phim truyền hình nổi tiếng Odysmisja năm 1984 của Juliusz Machulski (một trong những bộ phim nổi tiếng nhất của Ba Lan) và - đối với khán giả trẻ tuổi - cho việc nói chuyện với con lừa đang nói phiên bản lồng tiếng Ba Lan của bộ ba Shrek. Các bộ phim quan trọng khác bao gồm The Scar (Blizna, 1976), Camera Buff (Amator, 1979) Phần 10 của loạt The Decalogue (1988), Machilski's Kingsize (1987), Kingsize (1987), Kiler (1997) và Kiler 2 (1999) và Zanussi's Cuộc sống cho cuộc sống (1988). Stuhr cũng đã làm việc với các đạo diễn người Ba Lan Agnieszka Holland, Andrzej Wajda và Krzysztof Zanussi.

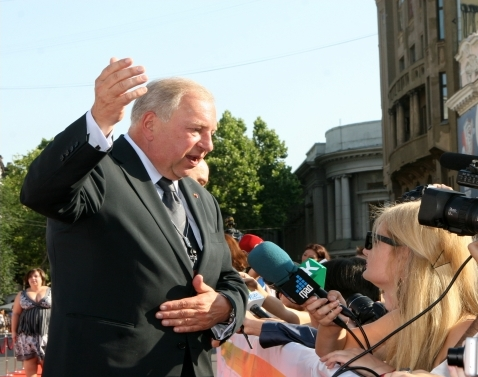
Jerzy Stuhr

## Các phim tham gia
- 1971: Trzecia część nocy
- 1971: Milion za Laure
- 1972: Na wylot
- 1973: Przyjęcie na dziesięć osób plus trzy
- 1974: Die Schlüssel
- 1975: Strach
- 1976: Spokój
- 1976: Blizna
- 1977: Wodzirej
- 1978: Seans
- 1978: Bez znieczulenia
- 1978: Aktorzy prowincjonalni
- 1979: Szansa
- 1979: Amator
- 1979: Útközben
- 1980: Wizja lokalna
- 1980: Ćma
- 1981: Przypadek
- 1981: Wojna światów – następne stulecie
- 1981: Z dalekiego kraju
- 1982: Matka królów
- 1983: Seksmisja - Max Paradys
- 1983: Wir
- 1983: Przeznaczenie
- 1984: Rok spokojnego słońca
- 1984: Obi, oba
- 1984: Medium
- 1985: Ga, ga
- 1986: Ucieczka
- 1987: Bohater roku
- 1987: Śmierć Johna L.
- 1988: Dekalog X
- 1989: Deja vu
- 1990: Życie za życie
- 1993: Uprowadzenie Agaty
- 1993: Bộ ba ba màu - Jurek
- 1994: Spis cudzołożnic
- 1996: Matka swojej matki
- 1997: Kiler
- 1997: Historie miłóne
- 1999: Kilerów dwóch
- 1999: Tydzień z życia mężczyzny
- 1999: Duże zwierzę
- 2000: Down House
- 2003: Show
- 2003: Pogoda na jutro
- 2005: Persona non grata
- 2007: Korowód
- 2010: Mistyfikacja
- 2010: Io sono con te
- 2011: Habemus papam
- 2014: Obywatel
- 2015: Smok

## Liên kết
- Portrait auf filmpolski.pl mit Fotos